# Ngô Minh Thịnh
Ngô Minh Thịnh (tiếng Trung: 吴明盛, chuyển tự Latinh: Goh Meng Seng) là một chính trị gia đối lập ở Singapore, từng là Tổng Bí thư Đảng Đoàn kết Quốc gia (National Solidarity Party, NSP) trước khi trở thành Tổng bí thư Đảng Lực lượng Nhân dân (People's Power Party, PPP).